# Елманово
Елманово — деревня в Сычёвском районе Смоленской области России. Входит в состав Мальцевского сельского поселения.
Расположена в северо-восточной части области в 2 км к востоку от Сычёвки, в 0,5 км восточнее автодороги Р134 «Старая Смоленская дорога» Смоленск — Дорогобуж — Вязьма — Зубцов. В 3 км севернее деревни расположена железнодорожная станция Сычёвка на линии Вязьма — Ржев.

## История
В годы Великой Отечественной войны деревня была оккупирована гитлеровскими войсками в октябре 1941 года, освобождена в марте 1943 года.